# Josiah Tattnall
Josiah Tattnall Jr. (Savannah, 1764 – Nassau, 6 giugno 1803) è stato un politico e generale statunitense.
25º Governatore della Georgia, gli è intitolata la contea di Tattnall.

## Biografia

### Origini, esilio e ritorno
Nacque nel 1764 circa vicino a Savannah, nella piantagione di Bonaventure, dei genitori Josiah Tattnall Sr. e Mary Mullryne. Nel 1776, allo scoppio della rivoluzione americana, sia suo padre che suo nonno John Mullryne si dichiararono lealisti convinti, e la famiglia fu costretta a fuggire dalle Tredici Colonie, prima alle Bahamas e infine in Inghilterra. I rivoluzionari confiscarono Bonaventure, allora una delle più grandi tenute in Georgia.
In Inghilterra Josiah Tattnall Jr. frequentò l'Eton College fino al 1782, quando decise di tornare in America per unirsi all'esercito continentale e alla causa rivoluzionaria. Grazie ai suoi servigi nel 1785 poté riottenere la piantagione di famiglia, sposarsi e avere figli (tra cui il politico Edward F. Tattnall e il commodoro sudista Josiah Tattnall III).
Continuò la sua carriera militare, reprimendo una rivolta di schiavi nel 1787 e conducendo spedizioni contro i Creek nel 1788 e nel 1793. Nel 1794 George Washington lo promosse maresciallo, e poi divenne brigadier generale nel 1801 come comandante del 1º Reggimento della Milizia della Georgia.

### Carriera politica e morte
Stretto collaboratore di James Jackson, allo scoppio dello scandalo dello Yazoo nel 1795 fu uno dei principali oppositori alle speculazioni, e fece campagna per il passaggio dello Yazoo Rescinding Act. Guadagnata una grande popolarità per questo, venne eletto al Senato degli Stati Uniti dal 1796 al 1799.
Dopo essersi temporaneamente ritirato dalla politica, nel 1801 divenne il candidato del Partito Democratico-Repubblicano alle elezioni amministrative georgiane. Vinse e divenne governatore della Georgia, e durante il suo mandato fu aperta l'Università della Georgia, si risolsero gli ultimi strascichi dello scandalo dello Yazoo e sfruttò la sua posizione per varare provvedimenti favorevoli alla sua famiglia, ancora sommersa di debiti dopo la rivoluzione. Inoltre rafforzò i commerci con la Gran Bretagna e le Bahamas, soprattutto la compravendita di cotone.
Gravemente malato, fu costretto alle dimissioni dopo appena un anno. Trasferitosi definitivamente alle Bahamas per cercare un clima più favorevole, vi morì pochi mesi dopo nemmeno quarantenne. I figli, rimasti orfani, furono costretti ad emigrare in Inghilterra per raggiungere il nonno Josiah Tattnall Sr.; il corpo dell'ex-governatore venne riportato nella piantagione di Bonaventure, che divenne in seguito il principale cimitero di Savannah.